# Sparrendaal (Driebergen)
Sparrendaal is een belangrijke buitenplaats gelegen in Driebergen-Rijsenburg, onderdeel van de Stichtse Lustwarande, een grote gordel van landgoederen en buitenplaatsen. Het huidige hoofdgebouw en de beide bouwhuizen zijn gesticht in 1754, op een bestaand landgoed.

## Voorgeschiedenis
In 1642 kocht Mr. Jacob van Berck, griffier van het hof van Utrecht, een hofstede met landerijen die reikten van de Langbroekerwetering tot in de woeste gronden ten noorden van de Arnhemsebovenweg. De hofstede stond op de plek tussen het huidige oostelijke bouwhuis en het toegangshek. Waarschijnlijk is het in 1672 (het Rampjaar) in de as gelegd toen de Fransen de Republiek der Zeven Verenigde Nederlanden bezetten. Op latere kaarten staat op die plek een nieuw huis Laen Wijck.

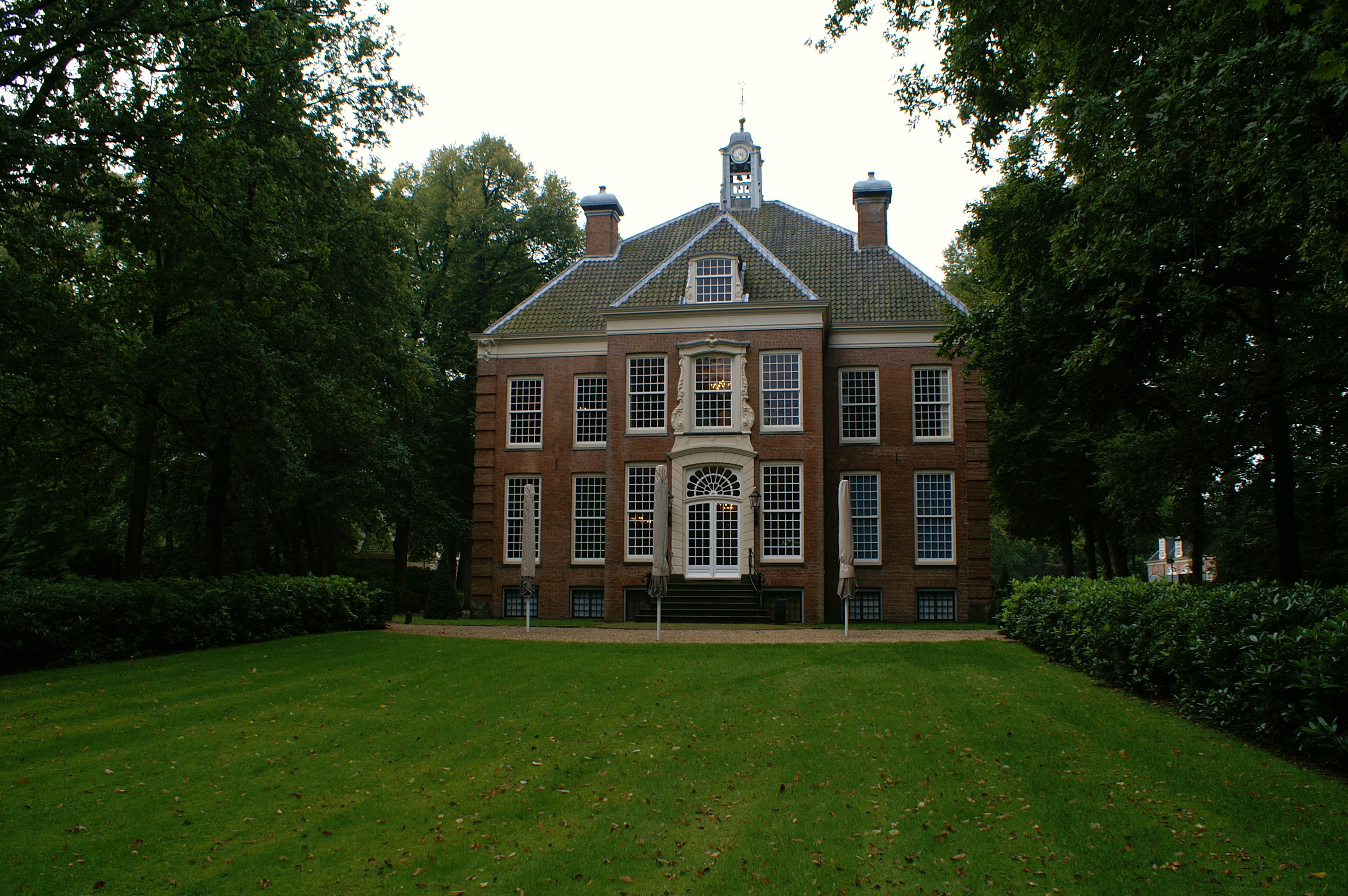
Gezichtslaan aan de achterzijde

## De buitenplaats Sparrendaal
Omstreeks 1750 was Mr. Jacob van Berck (1694-1762, achterkleinzoon van bovengenoemde) "raad in de vroedschap, oud-borgermeester en gecommitteerde en president in de stadsfinantiecamer" van de stad Utrecht. In 1754 stichtte hij een nieuwe buitenplaats, gebruikmakend van de bestaande tuin, terwijl de bestaande gebouwen werden gesloopt. Aanvankelijk heette het Sper en Dal of Sper en Dael. Het huis Sparrendaal werd gebouwd in Hollandse Lodewijk XV-stijl. Het hoofdgebouw werd geplaatst midden op een lange gezichtslaan. Aan weerszijden van het voorplein stonden twee bouwhuizen met de functie van oranjerie en koetshuis. Van de gezichtslaan bestaat nog ongeveer één kilometer achter het hoofdgebouw. Daarvan is het achterste gedeelte tussen Arnhemsebovenweg en Melvill van Carnbeelaan aan beide zijden bebouwd.

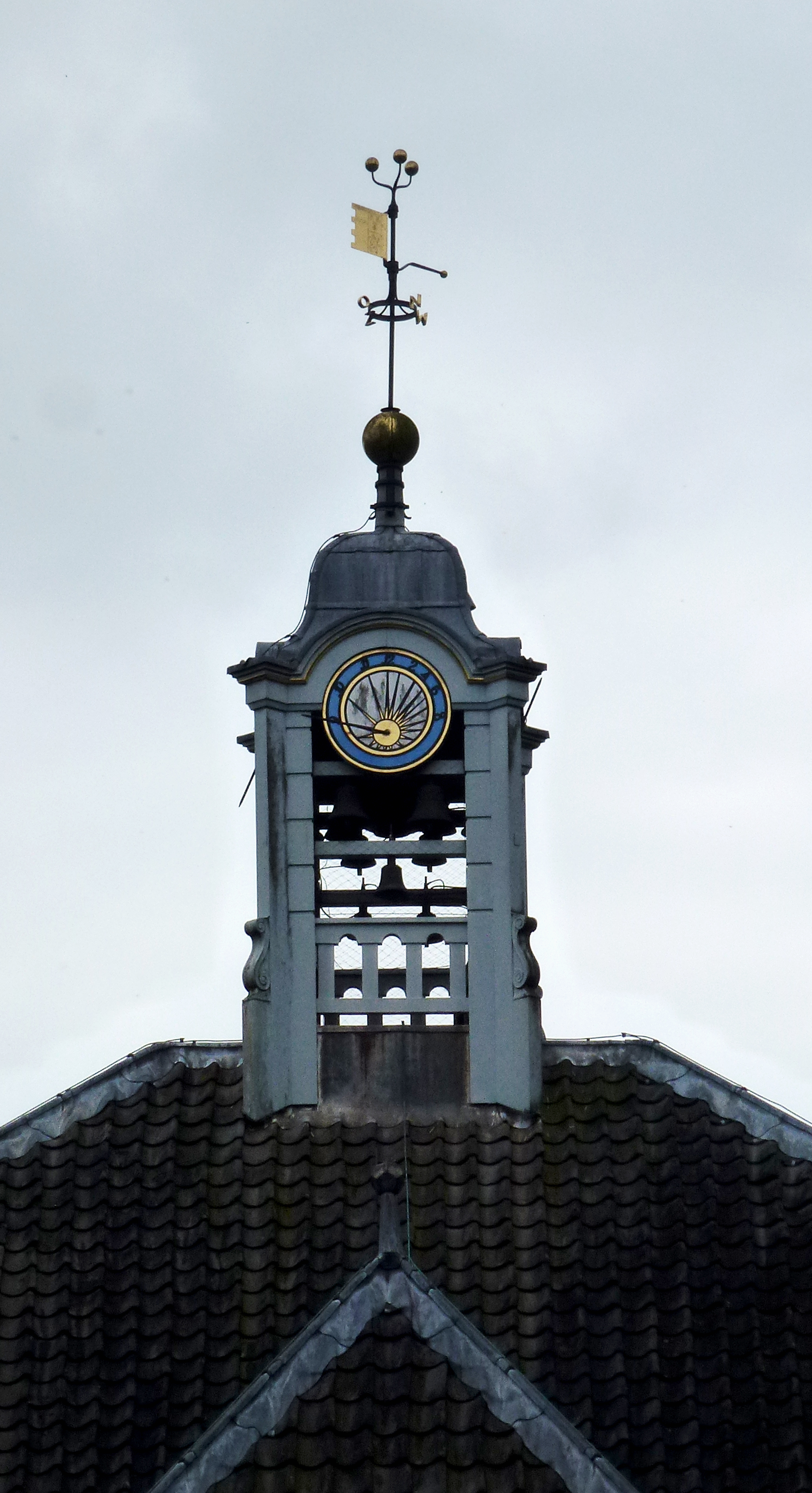
Klokkenstoel met zonnewijzer, windvaan en carillon

### Van Oosthuyse
Omstreeks 1805 werd het dak van het hoofdgebouw verhoogd en beide bouwhuizen naar de achterzijde vergroot, en van een verhoogde kap voorzien. Op 23 december 1805 kocht P.J. van Oosthuyse Sparrendaal.
Het gehele landgoed Sparrendaal lag op grondgebied van de hoge heerlijkheid Driebergen. In het zuidwesten grensde het aan het landgoed en lage heerlijkheid Rijsenburg. In 1806 kocht Van Oosthuyse ook landgoed en ambachtsheerlijkheid Rijsenburg (De ridderhofstad Rysenborgh was al vóór 1800 gesloopt) en verwierf daarmee de titel Heer van Rijsenburg (is geen adellijke titel).
Op 5 oktober 1806 was Nederlands eerste koning, Lodewijk Napoleon Bonaparte, er te gast en logeerde er op doorreis naar Duitsland.
Het dorp Driebergen was hoofdzakelijk protestants. Gedurende korte tijd bood de devoot katholieke van Oosthuyse het oostelijk bouwhuis aan als schuilkerk voor zijn katholieke werknemers. In 1809-1810 bouwde hij vanuit Sparrendaal een dorp met rooms-katholieke kerk en logement en gaf het de naam Rijsenburg. In 1818 werd Rijsenburg als aparte gemeente losgemaakt uit Driebergen.

### Bisdom Utrecht
Van Oosthuyses kleinzoon Thomas van Rijckevorsel verkocht Sparrendaal in 1854 aan het bisdom Utrecht. Het bisdom wilde in Sparrendaal een grootseminarie vestigen, door aanbouw van vleugels tussen hoofdgebouw en bouwhuizen. Een inzameling onder katholieken in Nederland bracht echter genoeg geld op voor nieuwbouw elders op het landgoed, het Groot-seminarie Rijsenburg. Sparrendaal ging dienen als residentie van aartsbisschop Joannes Zwijsen (tot 1867). Op oude ansichten werd het wel aangeduid als "Aartsbisschoppelijk Paleis".
Het gebied ten zuiden van de Hoofdstraat, de overtuin, werd in 1857 verkocht. Daar werd Buitenplaats de Wildbaan gesticht.

### Van Vollenhoven
Het bisdom verhuurde vanaf 1884 Sparrendaal aan de familie van Vollenhoven. Diplomaat Maurits van Vollenhoven nam in 1928 de huur over, na het overlijden van zijn moeder. In de periode van de Van Vollenhovens kwamen belangrijke gasten op Sparrendaal, waaronder Herbert Hoover, prins Felix Joesoepov en koningin Victoria Eugenia van Spanje.
In 1931 werd Rijsenburg bij Driebergen gevoegd.

### Raadhuis
In 1954 verkocht het bisdom Sparrendaal aan de gemeente. Jarenlang werd geijverd voor een goede bestemming voor het leegstaande huis, o.a. door Wim Harzing. Een grote gekleurde pentekening uit 1758 werd door hem in het Aartsbisschoppelijk Museum te Utrecht aangetroffen, en door mevrouw Van Rijckevorsel-Courbois aan de gemeente Driebergen-Rijsenburg geschonken.
Sparrendaal werd van 1957-1964 gerestaureerd door ir. J.B. baron van Asbeck (1911-2010) en in gebruik genomen als raadhuis van Driebergen-Rijsenburg. Na de bouw van een nieuw gemeentekantoor in 1974 werden er in Sparrendaal alleen nog raadsvergaderingen, recepties en huwelijken gehouden. De openbare bibliotheek en VVV-kantoor waren enkele jaren gehuisvest in het westelijk bouwhuis.
Na lange onduidelijkheid over de functie die de gemeente aan Sparrendaal wilde toekennen werd het huis in 2000 voor fl. 1,- verkocht aan de vereniging Hendrick de Keyser, die het opnieuw restaureerde (2000-2002). Een stichting nam de exploitatie op zich.
De gemeente Driebergen-Rijsenburg huurde het hoofdgebouw deels terug voor de functie van raadhuis. Die functie verviel na de gemeentelijke herindeling van 1 januari 2006 waarbij Driebergen-Rijsenburg opging in de nieuw gevormde gemeente Utrechtse Heuvelrug.

## Betekenis
Sparrendaal heeft een waardevol en goed bewaard interieur met fraaie schilderingen en behoort mede daardoor tot de belangrijkste huizen in Nederland uit die periode. Hoewel het geen door de Staten van Utrecht erkende ridderhofstad is, komt het vanwege de belangrijke rol in de geschiedenis toch voor in het Kastelenboek van de provincie Utrecht.
Mede doordat het in economisch mindere tijden eigendom was van het aartsbisdom Utrecht, dat niet overwoog te verkopen voor verkaveling, is een relatief groot deel van de buitenplaats bewaard gebleven. Het Park Sparrendaal (inclusief Seminarieterrein) beslaat ongeveer 30 ha en is centraal gelegen in de stedelijke bebouwing van Driebergen.

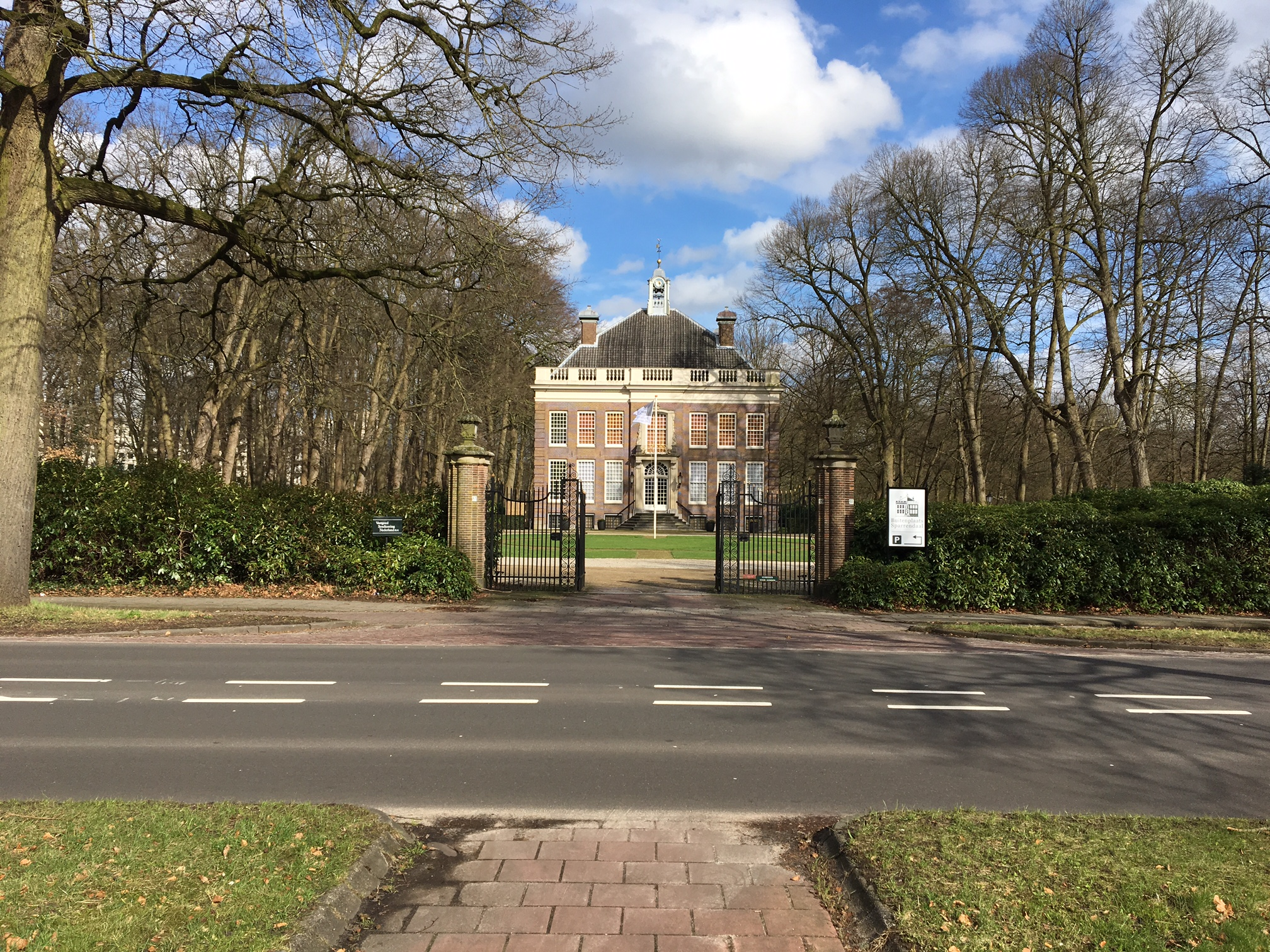
Vooraanzicht Buitenplaats Sparrendaal
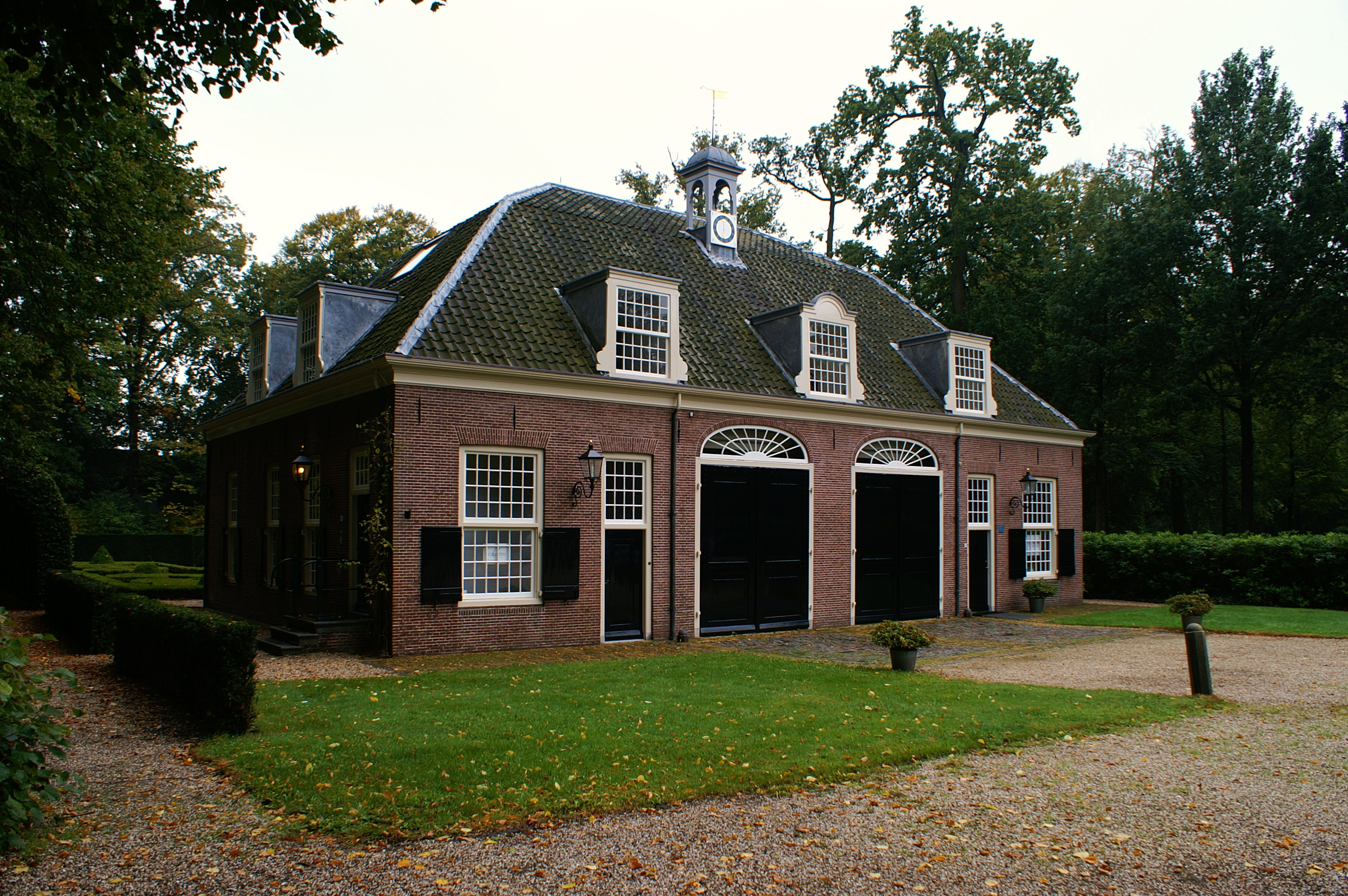
Bouwhuis (rechts)
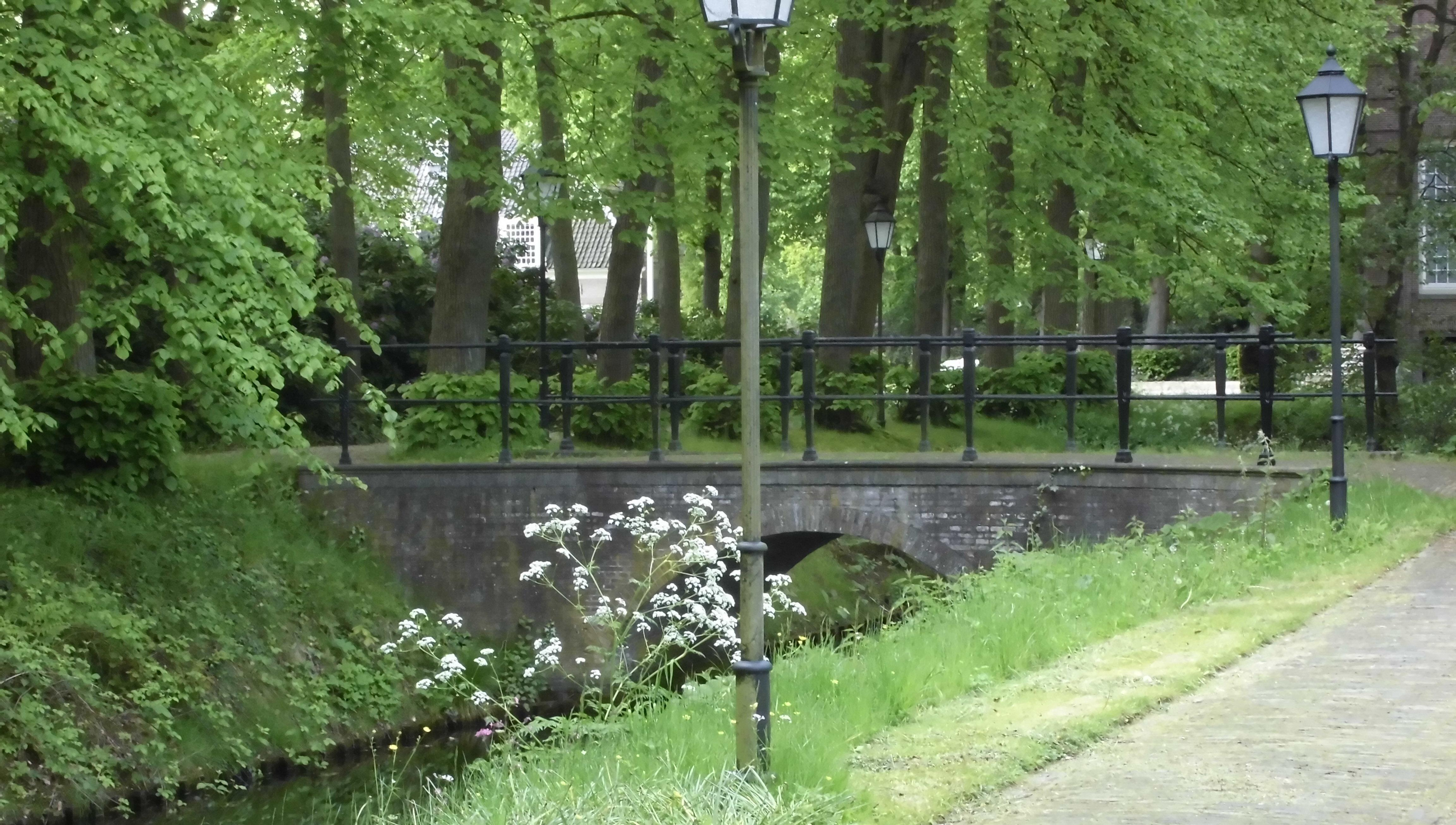
Brug bij Sparrendaal
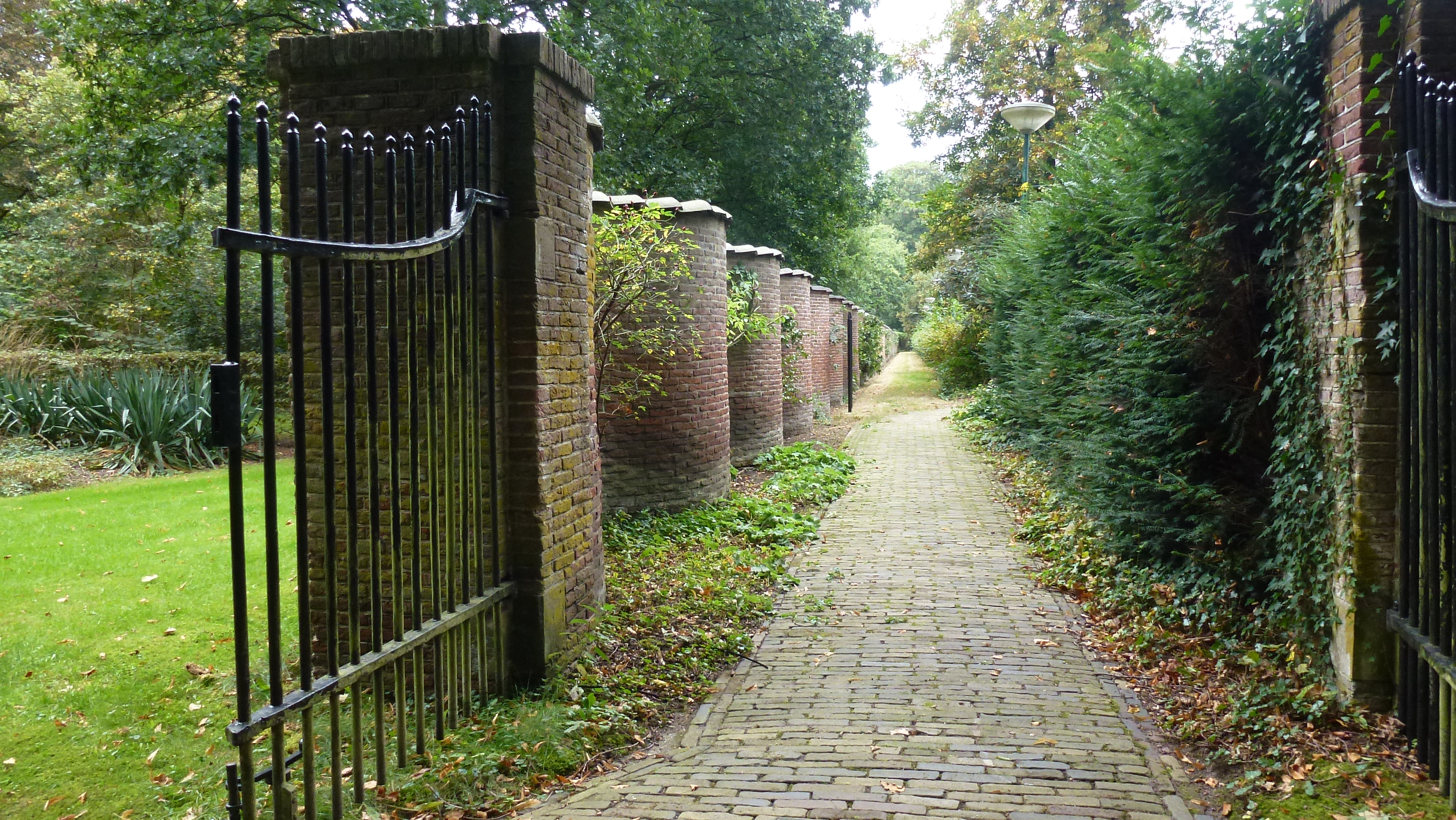
Slingermuur
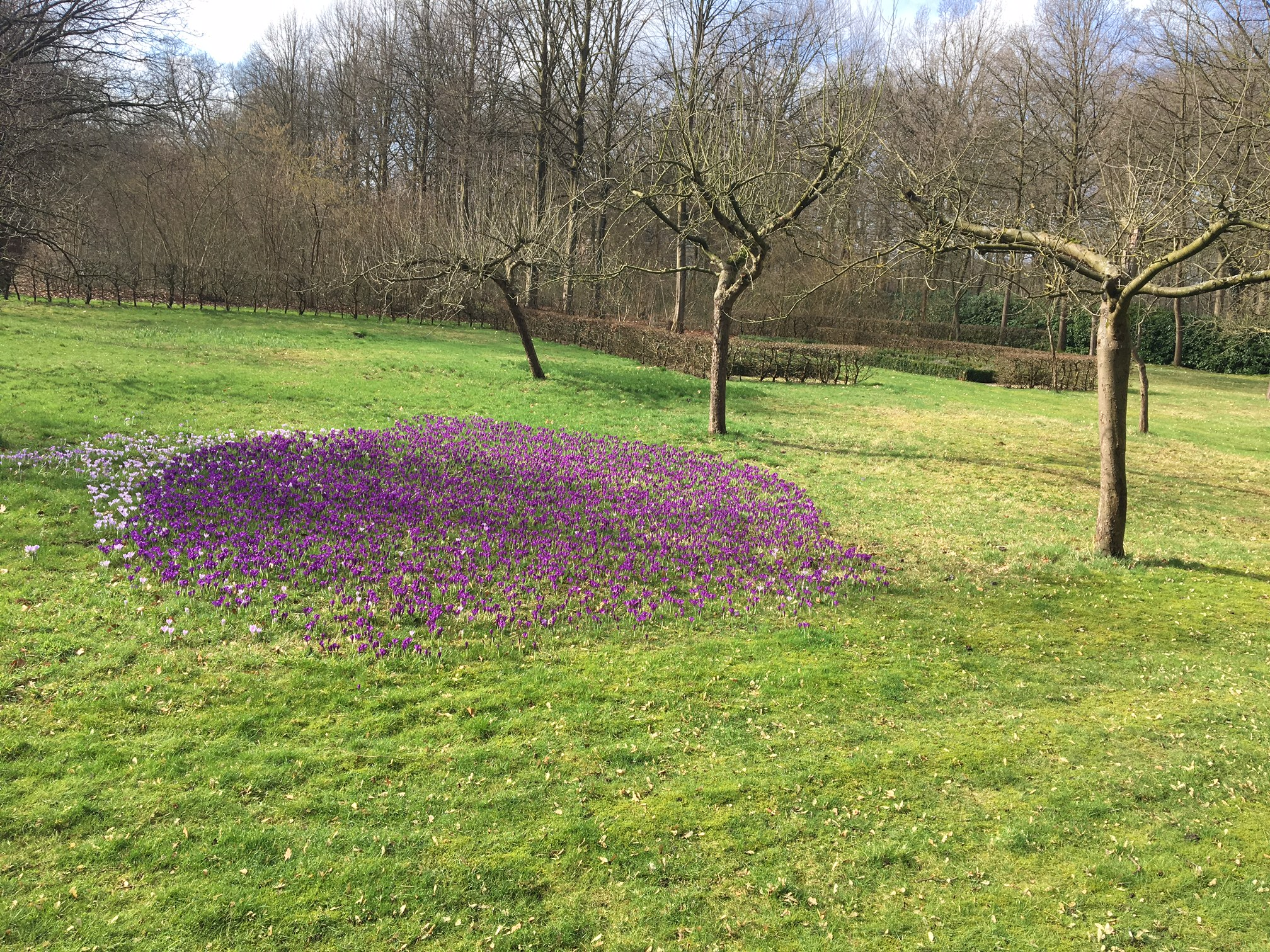
Tuin Buitenplaats Sparrendaal